# لوغوسانو
لوغوسانو هي بلدة وبلدية في مقاطعة أفيلينو في إقليم كامبانيا في دولة إيطاليا.